# Paradryomyza setosa
Paradryomyza setosa är en tvåvingeart som först beskrevs av Jacques-Marie-Frangile Bigot 1886.  Paradryomyza setosa ingår i släktet Paradryomyza och familjen buskflugor. Inga underarter finns listade i Catalogue of Life.